# Dalton (Richmondshire)
Dalton è un villaggio e parrocchia civile dell'Inghilterra, appartenente alla contea del North Yorkshire.